# مجموعه آتش‌دزد
 مجموعه آتش دزد  شامل سه کتاب رمان از تری دیری (Terry Deary) نویسنده انگلیسی کتاب‌های کودکان است. هر یک از کتاب‌ها حدود ۳۰۰ صفحه دارد و ماجرای پرومتئوس از تایتان‌های اساطیری یونانی را دنبال می‌کند که در تلاش برای پیدا کردن انسانی قهرمان است تا بتواند خود را از نفرین زئوس آزاد کند. پرومتئوس در این کتاب تئوس نیز خوانده می‌شود. تئوس را ایزد انتقام به صورت عقابی تعقیب می‌کند. تئوس برای پیدا کردن قهرمانش به شهر عدن میرود و در آنجا با اشخاص مختلفی آشنا می‌شود. در کتاب اول (آتش دزد) با دو شخص با نام‌های جیم و عمو ادوارد که دو دزد هستند آشنا می‌شود. در کتاب دوم (پرواز آتش دزد) با نل (که نام اصلی‌اش هلن می‌باشد ) و پدرش (دکتر دی) ماجراهایی دارند. همچنین دراین داستان داستان‌های مربوط به آشیل، پاریس و هلن اسپارتی نقل می‌شود. در کتاب سوم تئوس با تام و مادرش آشنا می‌شود که به همراه زئوس درگیر جنگی با موجودات شرور می‌شوند ودرآخر داستان تئوس توسط ایزد خشم به قتل می‌رسد.